# Kaukasuskönigshuhn

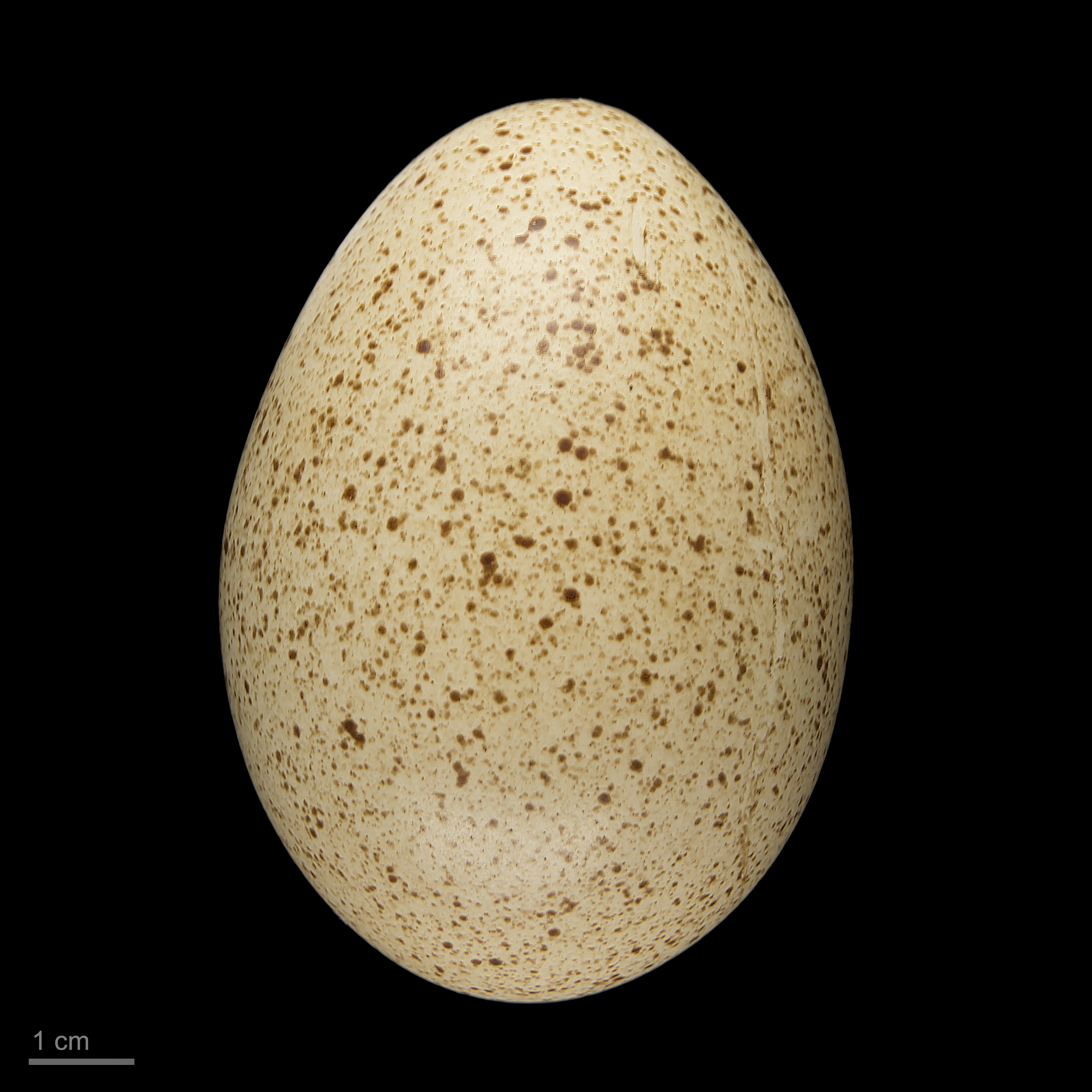
Tetraogallus caucasicus

Das Kaukasuskönigshuhn (Tetraogallus caucasicus), auch  Kaukasus-Königshuhn  geschrieben, ist eine Vogelart aus der Gattung der Königshühner (Tetraogallus) in der Familie der Fasanenartigen (Phasianidae), die zu der Ordnung der Hühnervögel (Galliformes) gehören. Sein Verbreitungsgebiet ist auf den Großen Kaukasus beschränkt. 

## Merkmale
Das Kaukasuskönigshuhn ist zwischen 50 und 60 cm lang, sehr kräftig gebaut mit großem Kopf, dickem Hals und langem Schwanz. Das Gefieder ist überwiegend sehr fein grau, braun, weiß und schwarz gezeichnet, so dass es aus größerer Entfernung grau wirkt. Die Flanken sind dabei eher rostbraun und kräftiger schwarz gemustert, während die Brust und der Mantel grau und fein schwarz meliert sind. Der Hals ist weiß mit rostbraunen Streifen an den Seiten und im Nacken. Die Unterschwanzdecken sind weiß. Im Flug ist sowohl auf der Unter- als auch auf der Oberseite ein großes weißes Flügelfeld erkennbar. Die Weibchen sind insgesamt etwas matter als die Männchen gefärbt und die Jungtiere sind noch blasser und haben kein Rostbraun auf den Flanken. Außerdem hat das Kaukasuskönigshuhn einen kräftigen, unbefiederten Lauf.
Die Küken ähneln denen des Himalajakönigshuhns. Sie sind auf der Körperunterseite blass rahmfarben bis leicht gelblich. Die Körperoberseite ist fahl rötlich beige mit dunklen graubraunen und schwarzen Flecken und Streifen.
In seinem Verbreitungsgebiet kann das Kaukasuskönigshuhn mit keiner anderen Vogelart verwechselt werden. Sein Verbreitungsgebiet überlappt mit keiner anderen Art der Gattung Königshühner.

## Verbreitung und Lebensraum
Das Kaukasuskönigshuhn kommt ausschließlich im Kaukasus an freien, steilen und felsigen Hängen oberhalb der Baumgrenze zwischen 2000 und 4000 Metern Höhe vor. Es benötigt aber dennoch niedrige Vegetation als Nahrungsquelle, weshalb es im Winter auch in etwas tieferen Höhenlagen vorkommen kann.
Der Lebensraum sind Hänge unterschiedlicher Neigung mit Felsen und Geröllfeldern, kleinen Wiesen und Strauchgruppen. Während des Sommerhalbjahres hält sich das Kaukasuskönigshuhn bevorzugt an Nordhängen auf, während es im Winter eher auf den Südhängen zu beobachten ist. Es hält sich ganzjährig in den gleichen Gebirgsabschnitten auf, unternimmt jedoch kleine Wanderungen vor allem in vertikaler Richtung vor. So ist das Kaukasuskönigshuhn im März in Höhen zwischen 2300 und 2400 Metern zu finden, weil zu diesem Zeitpunkt die unteren Abschnitte des subalpinen Gürtels vom Schnee befreit sind. Mit Fortschreiten des Frühjahrs wandert das Kaukasuskönigshuhn weiter hinauf und ist zur Sommermitte in der Nähe des ewigen Schnees in Höhenlagen zwischen 3500 und 4000 Metern anzutreffen. Mit dem Einsetzen des Schneefalls beginnt das Kaukasuskönigshuhn dann wieder in niedrigere Lagen abzuwandern.

## Verhalten
Kaukasuskönigshühner ernähren sich fast ausschließlich pflanzlich. Das Nahrungspflanzenspektrum verändert sich im Jahresverlauf fast nicht. Es verschiebt sich lediglich von frischen grünen Teilen, die im Frühjahr und Sommer überwiegend gefressen werden, zu trockenen Stängeln und Samen im Winterhalbjahr. Fast 60 Prozent der Nahrung stammt von drei Pflanzen, nämlich der Fahnenwicke, der Wiesenrispe und einer Frauenmantelart. Beeren werden dagegen von dem Kaukasuskönigshuhn nicht gefressen.
Kaukasuskönigshühner sind monogame Vögel. Außerhalb der Brutzeit bildet das Kaukasuskönigshuhn kleine Trupps. Die Absonderung der Paare vom Trupp beginnt Ende März. Die Paarbildung und das Besetzen der Brutreviere ist mit Kämpfen zwischen den Hähnen verbunden. Nach schneereichen Wintern und langanhaltender Kälte im Frühjahr kommt es beim Kaukasuskönigshuhn zu einer verspäteten Fortpflanzung und viele der Weibchen verpaaren sich gar nicht.
Das Nest befindet sich auf kahlem Boden und enthält oft 5–6 grünliche Eier, die ausschließlich vom Weibchen ausgebrütet werden. Das Weibchen verlässt während der Brut das Nest durchschnittlich täglich nur zwei Mal, um für etwa 20 Minuten Nahrung aufzunehmen. Die Küken schlüpfen weitgehend synchron innerhalb weniger Stunden.  Sie wachsen schnell heran und können bereits mit 15 bis 20 Tagen fliegen.
Das Kaukasuskönigshuhn ist sehr scheu und fliegt früh auf, um nach einem von kurzen, explosiven Flügelschlägen unterbrochenen Flug mit langen Gleitstrecken hinter einem Grat wie ein Stein herunterfallend zu verschwinden. Ist es ungestört, springt es geschickt die Felshänge hoch und hinunter.

## Belege

### Einzelbelege
1. ↑  Collin Harrison, Peter Castell: Jungvögel, Eier und Nester der Vögel Europas, Nordafrikas und des Mittleren Ostens. 2. Auflage. Aula, Wiebelsheim 2004, ISBN 3-89104-685-5. S. 110
2. ↑   Protopov & Fling, 1989, S. 80
3. ↑   Protopov & Fling, 1989, S. 83
4. ↑   Protopov & Fling, 1989, S. 81
5. ↑   Protopov & Fling, 1989, S. 83
6. ↑   Protopov & Fling, 1989, S. 82
7. ↑  Collin Harrison, Peter Castell: Jungvögel, Eier und Nester der Vögel Europas, Nordafrikas und des Mittleren Ostens. 2. Auflage. Aula, Wiebelsheim 2004, ISBN 3-89104-685-5. S. 110